# Humanoid City Live
Humanoid City Live is een livealbum uitgebracht door de Duitse popgroep Tokio Hotel. Deze was beschikbaar in de winkelrekken op 20 juli 2010. Het album verscheen zowel op compact disc als op dvd.

## Opname
Het optreden werd geregistreerd op 12 april 2010 in Milaan, Italië, op 12 april 2010. Dit gebeurde tijdens hun Europese tournee, Welcome to Humanoid City Tour, die op 22 februari 2010 startte en hen vervolgens naar 32 steden leidde. Het bonusmateriaal bevat een nieuwe "backstage"-aflevering van Tokio Hotel TV en een fotogalerij.

## Medewerkers
Tokio Hotel:
- Bill Kaulitz - zang
- Tom Kaulitz - gitaar en piano
- Georg Listing - basgitaar en piano
- Gustav Schäfer - slagwerk

Productie:
- Jim Gable - Leiding
- The Production Office, Misty Buckley - Decorbouwers

## Muziek
| Nr. | Titel                         | Duur |
| --- | ----------------------------- | ---- |
| 1.  | Noise                         |      |
| 2.  | Human Connect to Human        |      |
| 3.  | Break Away                    |      |
| 4.  | Pain Of Love                  |      |
| 5.  | World Behind My Wall          |      |
| 6.  | Hey You                       |      |
| 7.  | Alien (Engelstalige versie)   |      |
| 8.  | Ready, Set, Go!               |      |
| 9.  | Humanoid (Duitstalige versie) |      |
| 10. | Phantomrider                  |      |
| 11. | Dogs Unleashed                |      |
| 12. | Love & Death                  |      |
| 13. | In Your Shadow (I Can Shine)  |      |
| 14. | Automatic                     |      |
| 15. | Screamin'                     |      |
| 16. | Darkside of the Sun           |      |
| 17. | Zoom into Me                  |      |
| 18. | Monsoon                       |      |
| 19. | Forever Now                   |      |

## Hitnoteringen
Het album verkocht aanmerkelijk minder goed dan de studioversie: België (2 weken met hoogste plaats nr. 74), Frankrijk (3 weken/25), Griekenland (7 weken/4), Italië (1 week/9), Mexico (5 weken/15), Nederland (1 week/59), Oostenrijk (1 week/58), Spanje (1 week/36) en Zweden (1 week 33).